# بخش شیوپوری
بخش شیوپوری (به انگلیسی: Shivpuri district) یک منطقهٔ مسکونی در هند است که در Gwalior division واقع شده‌است. بخش شیوپوری ۱۰٬۶۶۶ (According to district portal) کیلومتر مربع مساحت و ۱٬۷۲۶٬۰۵۰ نفر جمعیت دارد.